# جوزف سی. ویلسون
جوزف سی. ویلسون (انگلیسی: Joseph C. Wilson) (زاده ۱۹۰۹ - درگذشته ۱۹۷۱) کارآفرین، بازرگان و مدیر ارشد اجرایی آمریکایی بود، که در سال ۱۹۶۰ شرکت زیراکس را تأسیس نمود.